# Полски лигус
Полските лигуси (Lygus pratensis) са вид насекоми от семейство Miridae.
Таксонът е описан за пръв път от Карл Линей през 1758 година.